# Helmontia trujilloi
Helmontia trujilloi är en gurkväxtart som beskrevs av Charles Jeffrey. Helmontia trujilloi ingår i släktet Helmontia och familjen gurkväxter. Inga underarter finns listade i Catalogue of Life.